# Dytiscus caesus
Dytiscus caesus is een keversoort uit de familie waterroofkevers (Dytiscidae). De wetenschappelijke naam van de soort is voor het eerst geldig gepubliceerd in 1805 door Duftschmid.